# Ostrokrzew paragwajski

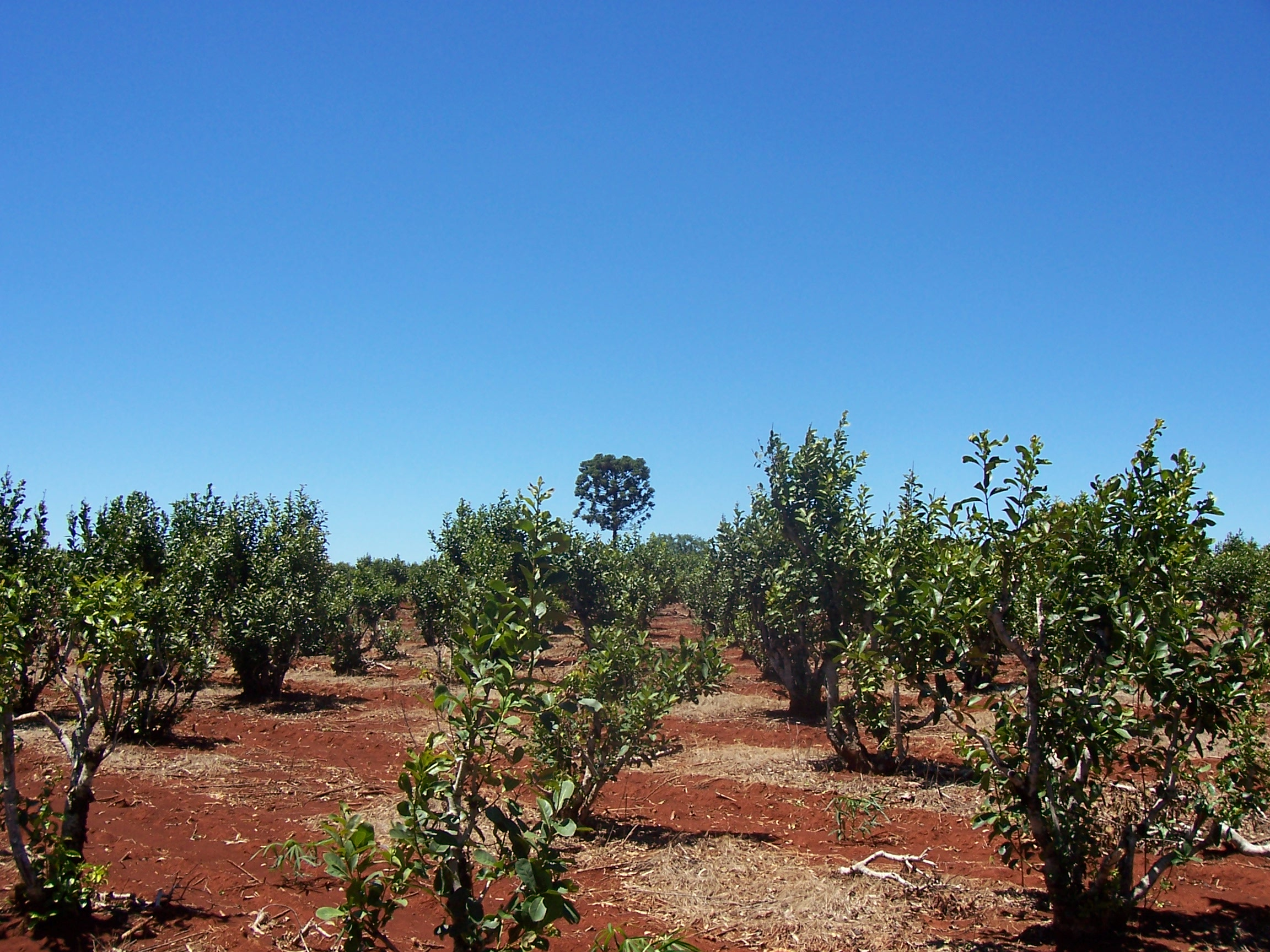
Plantacja ostrokrzewu paragwajskiego

Ostrokrzew paragwajski, herbata paragwajska, herba mate, yerba mate (Ilex paraguariensis A.St.-Hil.) – gatunek drzewa z rodziny ostrokrzewowatych (Aquifoliaceae). Występuje w stanie dzikim w Ameryce Południowej (Brazylia, Argentyna, Paragwaj, Urugwaj). Nazwę naukową tej roślinie nadał francuski botanik Auguste de Saint Hilaire w 1822 roku. Hiszpańska nazwa zwyczajowa to yerba mate lub herba mate (= napój ziołowy), a portugalska erva-mate.

## Morfologia
PokrójWiecznie zielone drzewo dorastające nawet do 15 metrów wysokości, ale zwykle wysokość nie przekracza 6-8 metrów.
PieńKora biaława i gładka, pień krótki, drewno nietrwałe, łatwo butwiejące.
LiścieZimozielone, odwrotnie podłużnie jajowate, z zewnątrz błyszczące, odlegle ząbkowane. Osiągają długość ponad 5 cm.
KwiatyRośliny zmienne, zarówno jedno- jak i dwupienne. Kwiaty zawsze rozdzielnopłciowe, zebrane w pęczki w kątach liści, drobne, białe lub kremowe. Mają mały, 4–5-działkowy kielich, 4-płatkową koronę zrośniętą do połowy, 1 czterokomorowy słupek o bardzo krótkiej szyjce i 4 pręciki przyrośnięte do korony. Kwitnie od października do grudnia.
OwoceCiemnoczerwone lub fioletowe, mięsiste jagody.

## Zastosowanie
- Sztuka kulinarna: w Ameryce Południowej ostrokrzew ma znaczenie podobne jak herbata w Europie. W celach spożywczych wykorzystywane są liście oraz gałązki w ustawowo określonych proporcjach do produkcji yerba mate. Dziko rosnący ostrokrzew ma aromatyczny, silny zapach i smak. Napar z tej rośliny przyrządza się z pokruszonych, suchych (rzadziej świeżych), specjalnie spreparowanych liści oraz gałązek[5].
- Roślina uprawna: W ciągu roku z jednego drzewa można zebrać 30-38 kg suszonych liści. Plony z jednego drzewa są zbierane co trzy lata, aby zapobiec „utracie mocy” rośliny. W XVII wieku przybyli do Paragwaju Jezuici, którzy założyli pierwsze większe plantacje.
- Roślina lecznicza: Indianie Guarani piją napar z liści ostrokrzewu paragwajskiego od czasów prekolumbijskich, aby zmniejszyć uczucie głodu, zwalczyć zmęczenie i zredukować stres. Europejska Agencja Leków (EMA) w 2011 roku opublikowała raport na temat leczniczego zastosowania surowca farmaceutycznego jakim są liście ostrokrzewu paragwajskiego[8]. Raport ten w 2021 roku został uaktualniony[9].
  - Surowiec zielarski: liście, zawierają 0,9–1,8% kofeiny[5], oraz witaminy A, B1, B2, C, sole mineralne, inozytol, cholinę, kwas nikotynowy, flawonoidy.
  - Działanie: napar działa pobudzająco, zmniejsza postęp miażdżycy, oczyszcza organizm z ciężkich metali i toksyn, rozszerza naczynia krwionośne, działa odchudzająco.[potrzebny przypis]

## Obecność w kulturze i symbolice
W różnych częściach świata ostrokrzew paragwajski służy ludziom do nawiązywania więzi o charakterze nieformalnym opartej na wspólnym rytualnym piciu yerba mate.